# Vimianzo
Vimianzo è un comune spagnolo di 7 977 abitanti situato nella comunità autonoma della Galizia.